# Herb Skalbmierza
Herb Skalbmierza – jeden z symboli miasta Skalbmierz i gminy Skalbmierz w postaci herbu.

## Wygląd i symbolika
Herb przedstawia na niebieskiej tarczy wizerunek głowy św. Jana Chrzciciela na złotej tacy, pod którą umieszczone są dwa skrzyżowane srebrne klucze.
Symbolika herbu nawiązuje do patrona miejscowego kościoła pw. św. Jana Chrzciciela.